# Готъм (сериал)
„Готъм“ (на английски: Gotham) е американски криминален сериал, разработен от Бруно Хелър и базиран на персонажите от ДиСи Комикс, в частност Джеймс Гордън и Брус Уейн. Той се върти около ранните дни на Гордън в полицейското управление на Готъм. Излъчването му е от 22 септември 2014 г. до 25 април 2019 г.
На 17 януари 2015 г. сериалът е подновен за втори сезон, който започва на 21 септември 2015 г. На 16 март 2016 г. е подновен за трети сезон, който започва на 19 септември 2016 г. През май 2017 г. е подновен за четвърти сезон, който започва на 21 септември 2017 г. През май 2018 г. е подновен за пети и последен сезон, който започва на 3 януари 2019 г.

## „Готъм“ в България
В България сериалът започва на 18 април 2016 г. по bTV Action, всеки делник от 20:00. Първи сезон завършва на 17 май. На 22 март 2017 г. започва втори сезон с разписание всеки делник от 20:00 и приключва на 25 април. На 19 юни 2018 г. започва трети сезон, всеки делник от 20:00 и завършва на 18 юли. На 28 август 2019 г. започва четвърти сезон, всеки делник от 20:00 и приключва на 30 септември. На 6 март 2020 г. започва пети сезон, всеки делник от 20:00 и завършва на 24 март. Дублажът е на студио VMS. Ролите се озвучават от артистите Даринка Митова, Стефани Рачева, Васил Бинев, Момчил Степанов и Георги Тодоров.